# Натюрморт із квітками яблуні
Натюрморт із квітками яблуні(англ. Still-Life with Apple Blossoms) — один з найреалістичніших натюрмортів, який створив голландський художник Балтазар ван дер Аст (1593-1657).

## Голландські натюрморти 17 століття
Зображення квітів спершу ортимало більший розвиток у Південних Нідерландах. Серед перших натюрмортів з квітами — композиція художника Ганса Мемлінга ( 1435-1494 ). Сприяли цьому і композиції з біблійними персонажами в оточенні квіткових гірлянд, поширені в католицьких землях Фландрії і Брабанту. З розвитком стилю бароко сакральне зображення могло бути заміненим на рельєф, але в тому ж оточенні квітів.
Трагічні події в Південних Нідерландах наприкінці 16 століття, коли під владу Іспанії відійшли ці землі, сприяли зовсім іншим тенденціям.  За роки панування імператора-католика Карла V - було винищено 150.000 єретиків, бо і Південних Нідерландах мав поширення протестантизм. У Франдрії не вщухали спалення єретиків, яких карали іспанські католики. За один рік панування імператора Філіпа II було знищено вже 50.000. Якщо іспанці захоплювали фламандське місто, мешканці мали перейти у католицізм за два роки. Або емігрувати. Після 1584 року до Голландських провінцій емігрувало близько 600.000 фламандців.

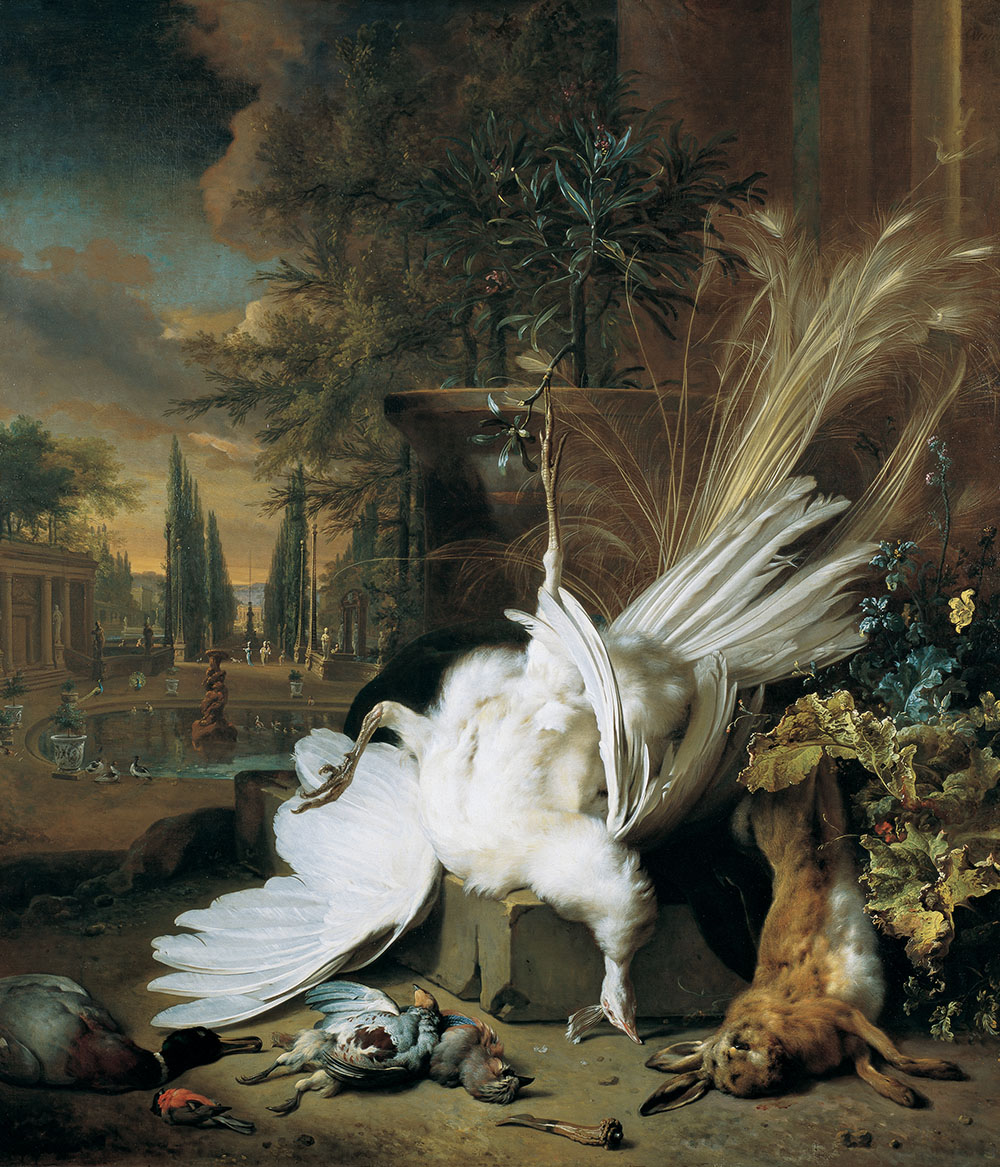
Ян Венікс. Натюрморт з білим павичем, Відень

Разом з майстерними ремісниками і човнобудівниками прибули і художники. В північних провінціях теж розпочався розквіт квіткових натюрмортів. Цей розквіт підігрівали економічне піднесення на цих землях, далекі подорожі голландців, значний розвиток ботаніки, садівництва і ботанічних колекцій, епідемічне захоплення вирощуванням тюльпанів та інших екзотичних рослин (так, ботанічний сад у місті Лейден заснували у 1587 році).
Прогрес наук і ботанічних знань сприяв як розведенню незвичних рослин і квітів, так і замовам на їх зображення від садівників та ботаніків. В Голландії натюрморт з квітами швидко став окремим жанром національного живопису. Майстри квіткових натюрмортів працювали в містах Утрехт, Амстердам, Гаага,Делфт, Дордрехт, Мідделбург, Харлем, а їх твори вплинули на митців, що працювали в німецькому Франкфурті на Майні, пов'язаному культурою з Голландією. Серед відомих майстрів голландського  натюрморту, не завжди з квітами - 
- Віллем Калф
- Юріан ван Стрек
- Пітер Клас
- Віллем Клас Хеда
- Абрахам ван Бейєрен
- Віллем ван Алст
- Балтазар ван дер Аст
- Юдит Лейстер
- Ян Венікс

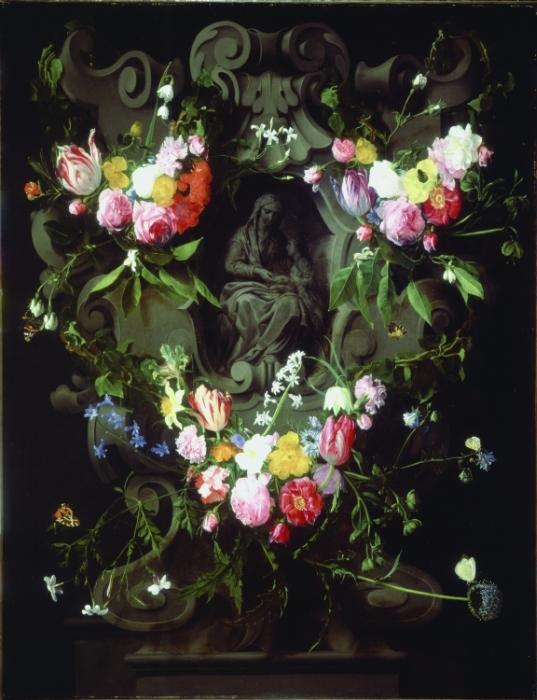
Фламандець Еразм Квеллінус молодший. рельєф «Виховання Богородиці в гірлянді квітів», Ворчестер, Массачузетс, США
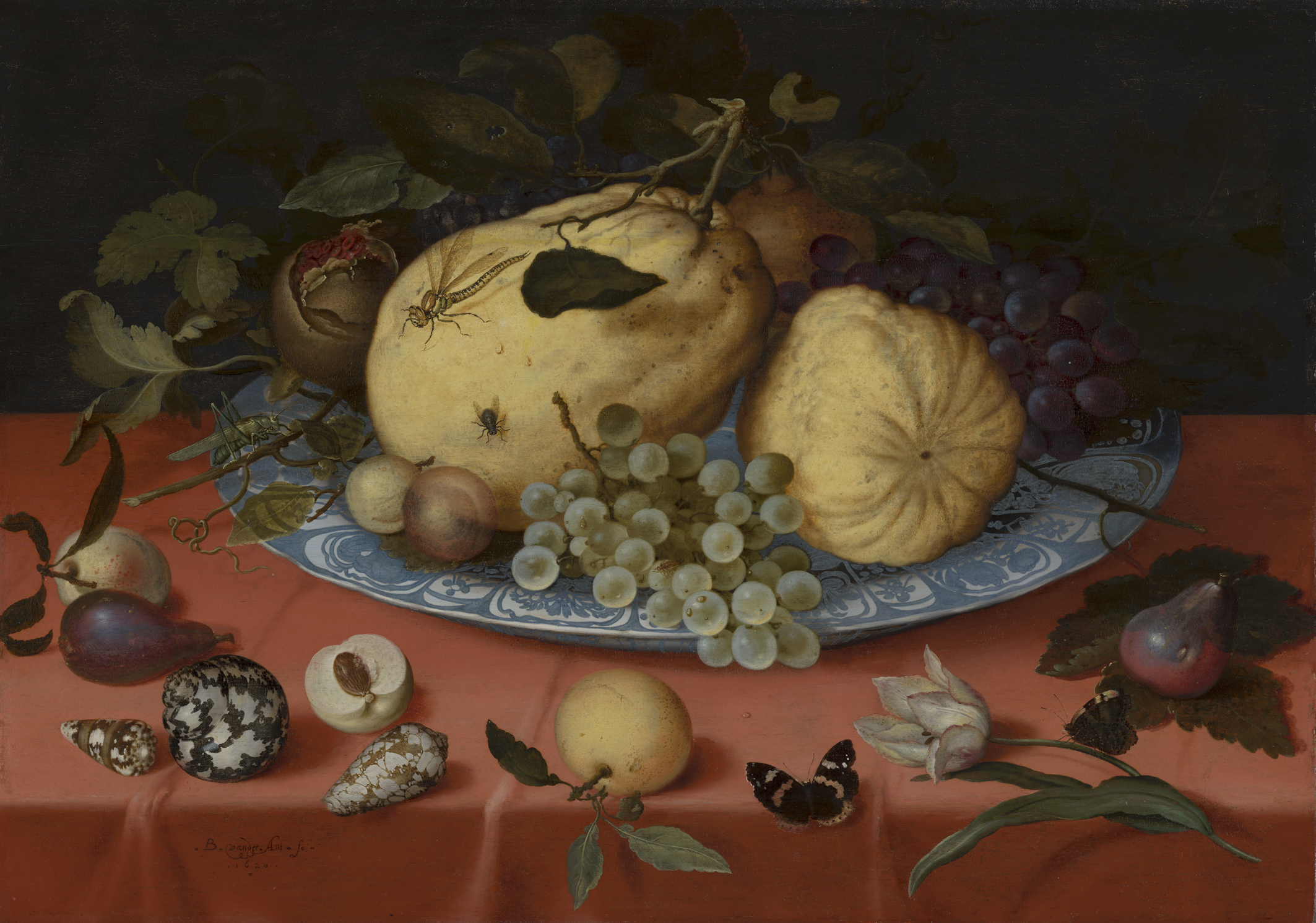
Балтазар ван дер Аст. «Тропічні фрукти, мушлі і тюльпан», 1620,Мауріцхейс, Гаага
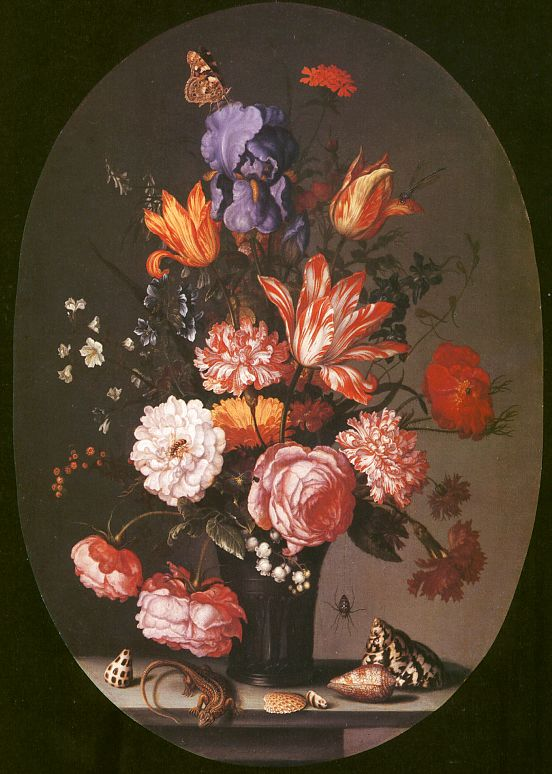
Балтазар ван дер Аст. «Квіти в скляній вазі, мушлі і ящірка»
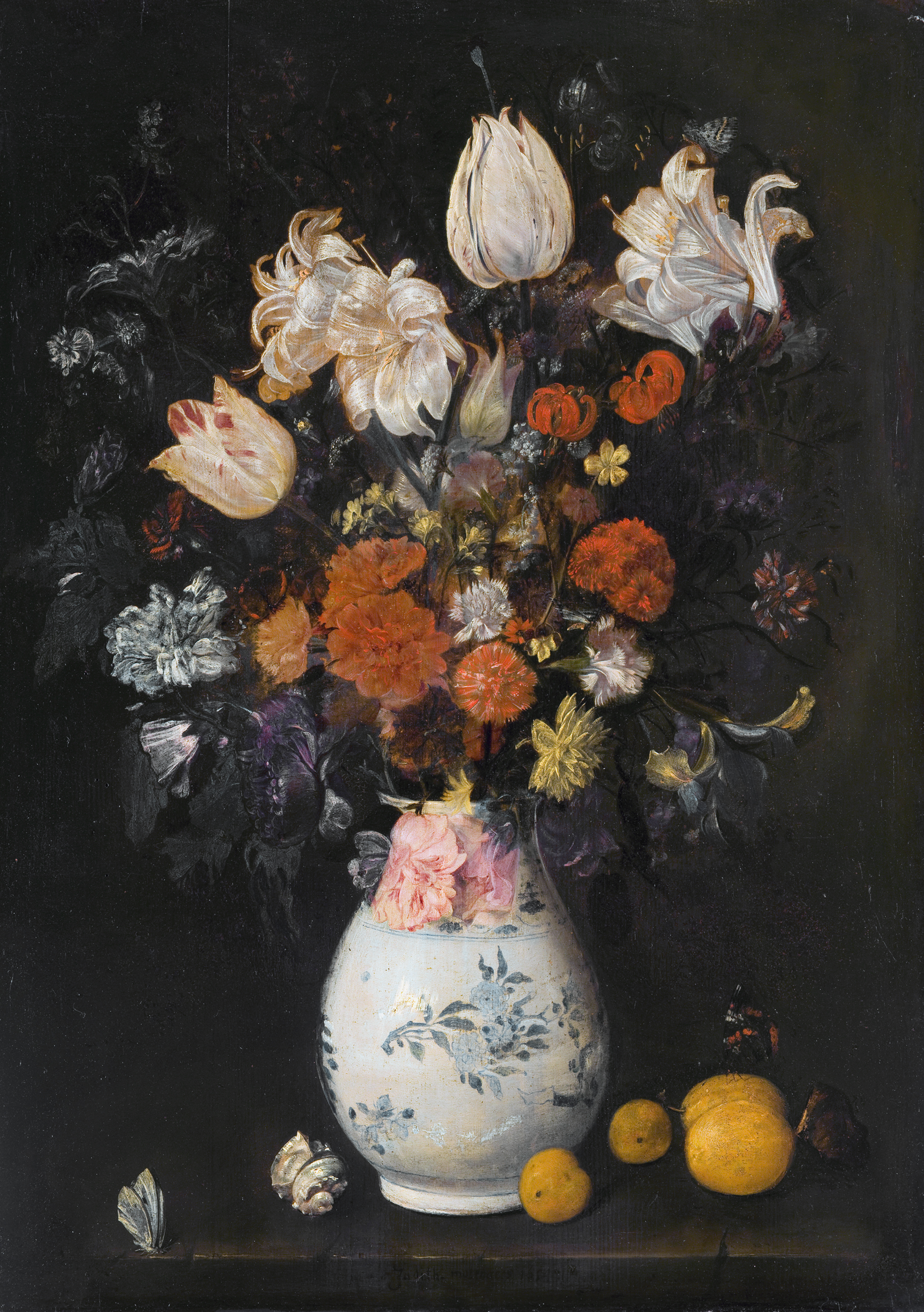
Юдит Лейстер. «Квіти в порцеляновій вазі»
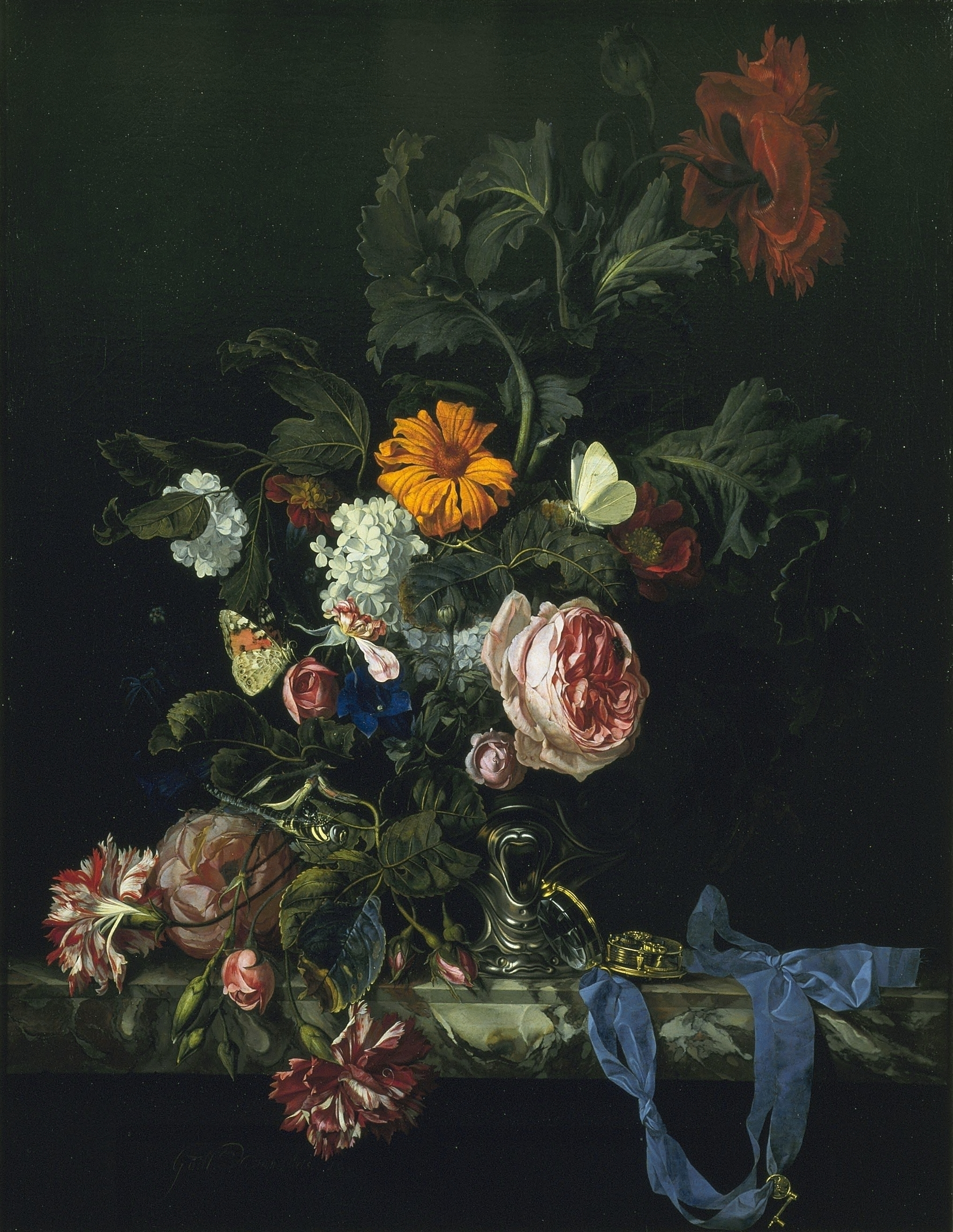
Віллем ван Алст. Квіти в срібній вазі
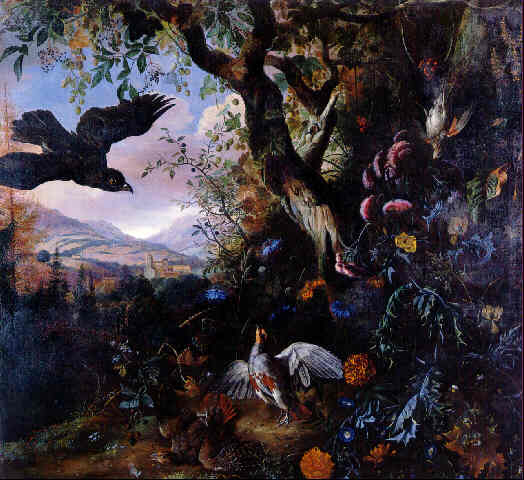
Матіас Вітхос.«Квіти і птахи на узбіччі шляху»
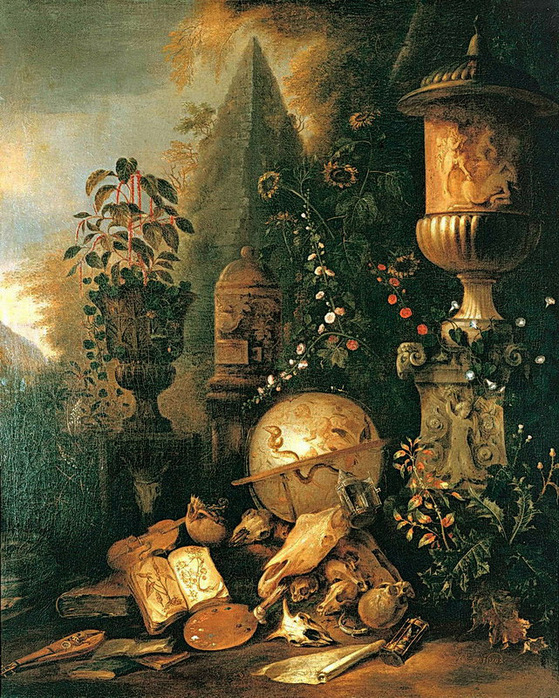
Матіас Вітхос. «Марнота марнот»
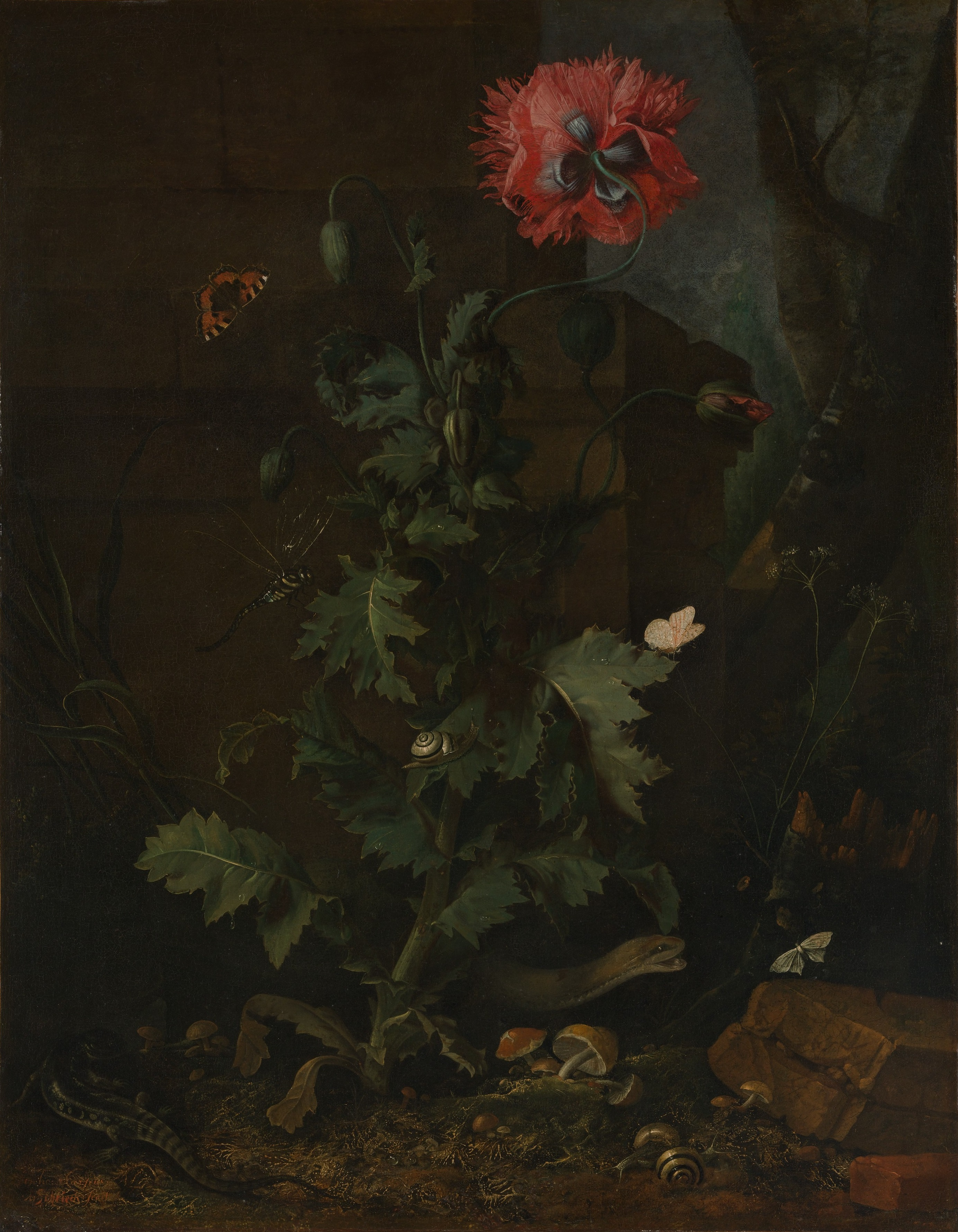
Отто Марсеус ван Скрик. «Мак і ящірка»

## Опис твору

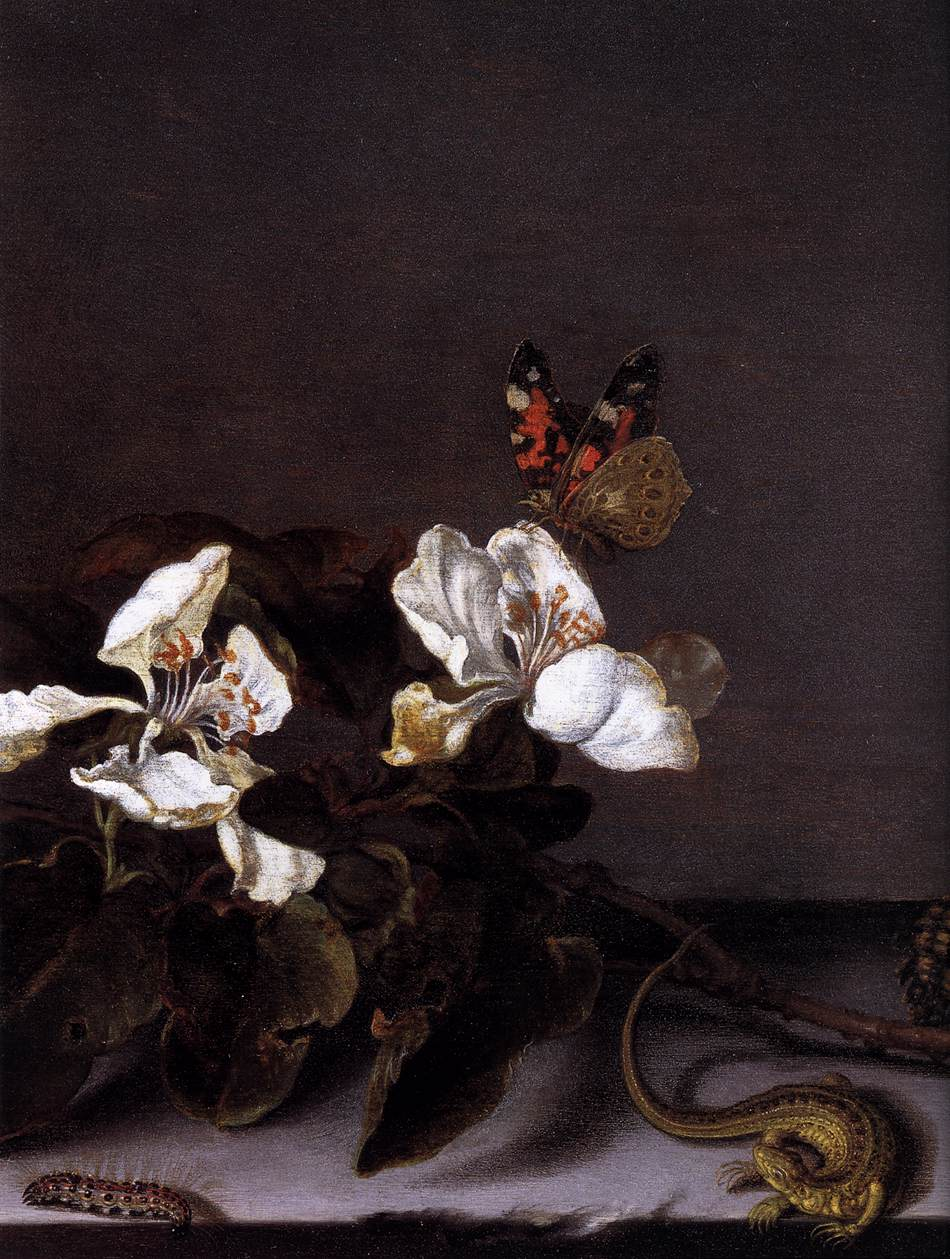
Центральний фрагмент твору

На невеличкій дубовій дошці у розмір учнівського зошиту створено простий за мотивом натюрморт. На мармуровий стіл покладено дві гілочки з квітами яблуні, дві екзотичні мушлі з тропічних морів. З гілок на мармур сповзла гусінь, а художник додав метелика та ящірку, яка частий гість на його картинах. Зазвичай він звертався до зображення інших квітів - троянд, півників, фріттілярій. Заради збагачення декоративного враження поєднував квіти з різним терміном зацвітання.
В натюрморті з квітами яблуні - екзотичні лише мушлі, привезені  з тропічних морів. А дві білі квітки яблуні, реалістичні і неекзотичні,  сперечаються красою з кольоровим метеликом, що сидить на одній з них.